# David Wagner (tenisista)
David Wagner (ur. 4 marca 1974 w Fullerton) – amerykański tenisista niepełnosprawny startujący w kategorii quadów.

## Kariera w tenisie na quadach
Startując w kategorii quadów, wygrał 6 turniejów wielkoszlemowych w grze pojedynczej oraz 22 w grze podwójnej. Zdobył również trzy złote medal igrzysk paraolimpijskich w grze podwójnej (Ateny 2004, Pekin 2008, Londyn 2012). Ponadto zdobył trzy srebrne medale igrzysk paraolimpijskich: dwa w singlu (2004, 2012) oraz jeden w grze podwójnej (Rio de Janeiro 2016), a także dwa brązowe medale w grze pojedynczej (2008, 2016). W mistrzostwach na zakończenie sezonu triumfował 11 razy w singlu oraz 11 razy w grze podwójnej. W rankingu ITF był liderem zarówno w singlu (7 kwietnia 2003), jak i w deblu (14 października 2002). W karierze Wagner zwyciężył w 166 turniejach singlowych i 187 deblowych.

### Historia występów
Legenda
     W, wygrany turniej
     F, przegrana w finale
     SFW, wygrana w meczu o trzecie miejsce
     SF, przegrana w półfinale, SFP, przegrana w meczu o trzecie miejsce
     QF, przegrana w ćwierćfinale
     xR przegrana w x rundzie
     LQ, przegrana w kwalifikacjach
     RR, przegrana w fazie grupowej
     A, brak startu
     NH, impreza nie odbyła się

#### Występy w Wielkim Szlemie

##### Gra pojedyncza
| Wielkoszlemowe turnieje w singlu na quadach |                |                |                |                |                |                |                |                |                |                |                |                |    |    |    |    |
| Australian Open                             | NH             | F              | F              | F              | W              | F              | W              | W              | F              | F              | RR             | F              | F  | RR | QF | QF |
| French Open                                 | Nie rozgrywano | Nie rozgrywano | Nie rozgrywano | Nie rozgrywano | Nie rozgrywano | Nie rozgrywano | Nie rozgrywano | Nie rozgrywano | Nie rozgrywano | Nie rozgrywano | Nie rozgrywano | Nie rozgrywano | F  | SF | SF | SF |
| Wimbledon                                   | Nie rozgrywano | Nie rozgrywano | Nie rozgrywano | Nie rozgrywano | Nie rozgrywano | Nie rozgrywano | Nie rozgrywano | Nie rozgrywano | Nie rozgrywano | Nie rozgrywano | Nie rozgrywano | Nie rozgrywano | SF | NH | SF | SF |
| US Open                                     | F              | NH             | F              | W              | W              | NH             | F              | F              | F              | NH             | W              | F              | RR | RR | QF | SF |

##### Gra podwójna
| Wielkoszlemowe turnieje w deblu na quadach |                |                |                |                |                |                |                |                |                |                |                |                |   |    |    |    |
| Australian Open                            | NH             | W              | W              | W              | F              | F              | W              | W              | W              | W              | W              | F              | F | F  | F  | W  |
| French Open                                | Nie rozgrywano | Nie rozgrywano | Nie rozgrywano | Nie rozgrywano | Nie rozgrywano | Nie rozgrywano | Nie rozgrywano | Nie rozgrywano | Nie rozgrywano | Nie rozgrywano | Nie rozgrywano | Nie rozgrywano | W | W  | W  | SF |
| Wimbledon                                  | Nie rozgrywano | Nie rozgrywano | Nie rozgrywano | Nie rozgrywano | Nie rozgrywano | Nie rozgrywano | Nie rozgrywano | Nie rozgrywano | Nie rozgrywano | Nie rozgrywano | Nie rozgrywano | W              | F | NH | W  | F  |
| US Open                                    | W              | NH             | W              | W              | W              | NH             | W              | W              | W              | NH             | W              | W              | F | F  | SF | F  |

#### Turnieje Masters oraz igrzyska paraolimpijskie
| Turniej                  | 2003 | 2004 | 2005           | 2006           | 2007           | 2008 | 2009           | 2010           | 2011           | 2012 | 2013           | 2014           | 2015           | 2016 | 2017           | 2018           | 2019           | 2020           | 2021 | 2022 |
| ------------------------ | ---- | ---- | -------------- | -------------- | -------------- | ---- | -------------- | -------------- | -------------- | ---- | -------------- | -------------- | -------------- | ---- | -------------- | -------------- | -------------- | -------------- | ---- | ---- |
| Turnieje Masters         |      |      |                |                |                |      |                |                |                |      |                |                |                |      |                |                |                |                |      |      |
| singel                   | A    | W    | W              | F              | W              | W    | F              | F              | RR             | W    | W              | W              | W              | W    | W              | RR             | W              | NH             | SF   |      |
| debel                    | F    | RR   | W              | W              | W              | F    | W              | F              | W              | W    | W              | W              | W              | F    | W              | W              | RR             | NH             | F    |      |
| Igrzyska paraolimpijskie |      |      |                |                |                |      |                |                |                |      |                |                |                |      |                |                |                |                |      |      |
| singel                   | NH   | F    | Nie rozgrywano | Nie rozgrywano | Nie rozgrywano | SFW  | Nie rozgrywano | Nie rozgrywano | Nie rozgrywano | F    | Nie rozgrywano | Nie rozgrywano | Nie rozgrywano | SFW  | Nie rozgrywano | Nie rozgrywano | Nie rozgrywano | Nie rozgrywano | QF   | NH   |
| debel                    | NH   | W    | Nie rozgrywano | Nie rozgrywano | Nie rozgrywano | W    | Nie rozgrywano | Nie rozgrywano | Nie rozgrywano | W    | Nie rozgrywano | Nie rozgrywano | Nie rozgrywano | F    | Nie rozgrywano | Nie rozgrywano | Nie rozgrywano | Nie rozgrywano | QF   | NH   |